# Michael Markel
Michael Markel (Szászfehéregyháza, 1939. október 7. –) erdélyi szász író.

## Élete
1957 és 1962 között tanulmányait a kolozsvári egyetemen végezte el, főképpen a germanisztika és a romanisztika terén. Ezután tudományos asszisztens volt 1976-ig, majd egyetemi oktató volt 1992-ig ugyancsak a kolozsvári egyetemen, a germanisztikai tanszéken.
1992-ben kivándorolt a  Német Szövetségi Köztársaság területére.
1993 és 2001 között külföldön is tanított a Németországban élő idegeneknek, mint becsületes egyetemi oktató a Népi Egyetemen (Volkshochschule), Landshutban.
Napjainkban is Németországban, Nürnberg városában él.

## Művei
Az író német nyelven munkálkodott, több kötetet írt, amelyek közül egyeseket Romániában, egyeseket Németországban adtak ki különböző városokban. Könyveit, és folyóiratokan megjelent elbeszéléseit főként az általános műveltség témájában írta. Szerkesztette és értelmezte számos erdélyi szász író alkotásait, sőt még romániai irodalmi antológiákban is kutatott. 
- Transilvanica / Studien zur deutschen Literatur aus Siebenbürgen I, Editura Dacia, Kolozsvár, 1971
- Anthologie / der deutschsprachigen Lyrik im 20. Jahrhundert Ministerul Educației și Învățământului, Bukarest, 1977 (Prof. Dr. Hertha Perez és Gertrud Sauer együttműködésével)
- Transilvanica / Studien zur deutschen Literatur aus Siebenbürgen II, Editura Dacia, Kolozsvár, 1982
- Auswahl literarischer Texte für die IX. und X. Klasse, Editura didactică și pedagogică, Bukarest, 1983
- Deutsche Literatur in Rumänien und das "Dritte Reich" (társszerkesztő, 2003)

## Fordítás
- Ez a szócikk részben vagy egészben  a   Michael Markel című román Wikipédia-szócikk ezen változatának fordításán alapul.  Az eredeti cikk szerkesztőit annak laptörténete sorolja fel. Ez a jelzés csupán a megfogalmazás eredetét és a szerzői jogokat jelzi, nem szolgál a cikkben szereplő információk forrásmegjelöléseként.

## Külső hivatkozások
- (németül) Begegnung mit rumänischen und rumäniendeutschen Schriftstellerinnen und Schriftstellern
- (németül) Schriftsteller aus dem Banat, Siebenbürgen, Sathmar und Buchenland / Rumänien